# Srednja vrata
Srednja vrata – cieśnina w Chorwacji, oddzielająca wyspy Cres i Krk, część Morza Adriatyckiego i Kvarneru.

## Opis
Jej długość wynosi 13 km, szerokość waha się od 4,5 do 7,5 km, a maksymalna głębokość to 70 m. Na południowym krańcu cieśniny leży wyspa Plavnik. Cieśnina łączy Kvarnerić z Zatoką Rijecką.